# Trox leonardi
Trox leonardi är en skalbaggsart som beskrevs av Riccardo Pittino 1983. Trox leonardi ingår i släktet Trox och familjen knotbaggar. Inga underarter finns listade i Catalogue of Life.